# Indiana Jones: La danza dei giganti
Indiana Jones: La danza dei giganti (Indiana Jones and the Dance of the Giants) è un romanzo di avventura del 1991 di Rob MacGregor, ispirato al personaggio cinematografico di Indiana Jones ideato da George Lucas.

## Trama
Indiana Jones si è insediato sulla cattedra del Dipartimento di Archeologia dell'Università di Londra. Deirdre, la sua più graziosa studentessa, sostiene di avere scoperto, in un rotolo dorato, la prova dell'esistenza di Merlino, il mago del mito e della leggenda. Indy è affascinato dall'ipotesi e da Deirdre. Altrettanto interessato è Adrian Powell, intenzionato a riportare in auge l'antico ordine dei Druidi, i cui segreti gli spianeranno la strada verso la conquista del mondo. Per prima cosa deve mettere le mani sul rotolo ed è pronto a uccidere pur di riuscirci.

## Capitoli
1. Un pacco a sorpresa
2. In classe
3. Compagni di stanza
4. In biblioteca
5. La torre di Londra
6. L'errore di Deirdre
7. Scorpioni a Londra
8. Esplumoir
9. Il cruc
10. Benvenuti a Whithorn
11. La grotta di Merlino
12. Sepolti vivi
13. Visitatori
14. Arachne
15. Oltre il buio
16. Rivelazioni
17. La grotta della morte
18. Ad Amesbury
19. Eclissi a Stonehenge
20. Il convento
21. Sbarre di vimini
22. Milford ricorda
23. Notte di fuochi, musica e danza
24. Axis Mundi
25. La freccia di Apollo

## Edizioni
- Rob MacGregor, Indiana Jones - La danza dei giganti, traduzione di Giovanni Cavallo, Granata Press, ottobre 1992,  p. 208, ISBN 978-88-7248-045-8.